# Lockerbie
Lockerbie (in gaelico scozzese Logarbaidh) è una piccola città della Dumfries e Galloway, una regione della Scozia sud-occidentale.

## Storia

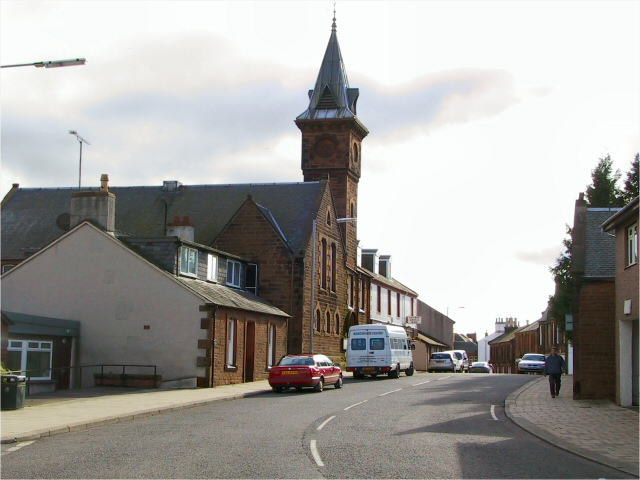
La strada principale che attraversa Lockerbie

Situata approssimativamente a 120 km a sud-ovest di Glasgow e a 32 km dal confine con l'Inghilterra, secondo il censimento del Regno Unito effettuato nel 2001 a Lockerbie vivevano 4 009 persone.
Pur essendo una piccola cittadina, Lockerbie, ha una rete di trasporti molto ben sviluppata, in quanto è nei pressi dell'autostrada M74 e ha una stazione sulla linea ferroviaria principale che unisce Glasgow a Londra (West Coast Main Line).
L'edificio principale della città è il municipio, che rappresenta un chiarissimo esempio di architettura in stile baronale scozzese, costruito impiegando la tipica arenaria. L'edificio è prospiciente un monumento ai caduti della seconda guerra mondiale, con una statua bronzea raffigurante un angelo.
Lockerbie è stata un mercato per il commercio dei bovini e delle pecore, in virtù della vicinanza col confine inglese. Ancor oggi la città è sede di aste di bestiame, in particolare ovini.

## Disastro di Lockerbie
La città di Lockerbie deve la sua rinomanza internazionale per essere stata il luogo dove, il 21 dicembre 1988, si sono schiantati i resti del volo PA 103 della Pan Am esploso in volo a causa di un attentato terroristico, perpetrato con un ordigno esplosivo nascosto nella stiva del Boeing 747-121. Oltre a tutti gli occupanti dell'aereo (259 persone) nell'attentato perirono anche undici abitanti di Lockerbie.
Prima dell'11 settembre 2001 il disastro di Lockerbie è stato l'attacco terroristico più sanguinoso condotto contro un aereo civile. Le indagini sull'incidente evidenziarono che si trattava di un attentato e che era stato utilizzato dell'esplosivo. Due uomini, accusati di appartenere ai servizi segreti libici, furono individuati come i responsabili, ossia come coloro che avevano piazzato la bomba. Abd el-Basset Ali al-Megrahi fu condannato all'ergastolo nel gennaio 2001 dopo un processo di 84 giorni presso una corte scozzese, che eccezionalmente si riunì presso Camp Zeist nei Paesi Bassi.
Ha scontato la pena fino al 20 agosto 2009 nella prigione di Greenock vicino a Glasgow. Il presunto complice di al-Megrahi, Al-Amin Khalifa Fahima è stato scagionato. Il ricorso contro il verdetto presentato da al-Megrahi nel 2002 è stato respinto. Nel 2005 un ufficiale della polizia in pensione si è fatto avanti sostenendo le affermazioni, già fatte in precedenza (2003) da un ex-agente della CIA, secondo le quali le prove contro al-Megrahi sarebbero false e costruite ad arte.
Al-Megrahi è stato detenuto in un carcere scozzese fino al 20 agosto 2009, data nella quale è stato scarcerato per ragioni umanitarie (in quanto malato terminale di cancro alla prostata). Il giorno seguente il governo libico ha permesso il suo rientro in patria (con l'aereo personale del colonnello Gheddafi), accolto come "un eroe nazionale". Nello stesso anno il governo britannico ha ammesso le proprie responsabilità riguardo alla liberazione del terrorista libico: in ballo c'erano interessi economici legati alla BP.
Il 4 luglio 2010 lo stesso medico che gli aveva dato non più di tre mesi di vita, ha detto che potrebbe vivere altri dieci anni. Il 23 febbraio 2011, intervistato dal quotidiano svedese Expressen, l'ex ministro libico della giustizia Muṣṭafā ʿAbd al-Jalīl ha ammesso le responsabilità dirette del colonnello Gheddafi nell'ordinare l'attentato. Il 29 agosto 2011 i rivoltosi libici hanno però respinto le richieste arrivate dalla Gran Bretagna, dagli Stati Uniti e dai parenti delle vittime della strage affinché al-Megrahi fosse ricondotto in Occidente. Al-Megrahi è morto di cancro il 20 maggio 2012.